# Emma Laura
Emma Laura (née Emma Laura Gutiérrez le 27 juillet 1971 à Guadalajara) est une actrice mexicaine,.
Son rôle le plus célèbre est dans telenovela Marisol (1996),,.
Elle est mariée et elle a deux enfants.

## Filmographie
| Année       | Titre                | Caractère        | Remarque     |
| ----------- | -------------------- | ---------------- | ------------ |
| 1996        | Marisol              | Rossana Valverde | Antagoniste  |
| 1991 - 1992 | Muchachitas          | Isabel Flores    | Protagoniste |
| 1990 - 1991 | Ángeles blancos      | Gabriela         |              |
| 1990        | Cuando llega el amor | Verónica         |              |